# Titus Flavius Felix

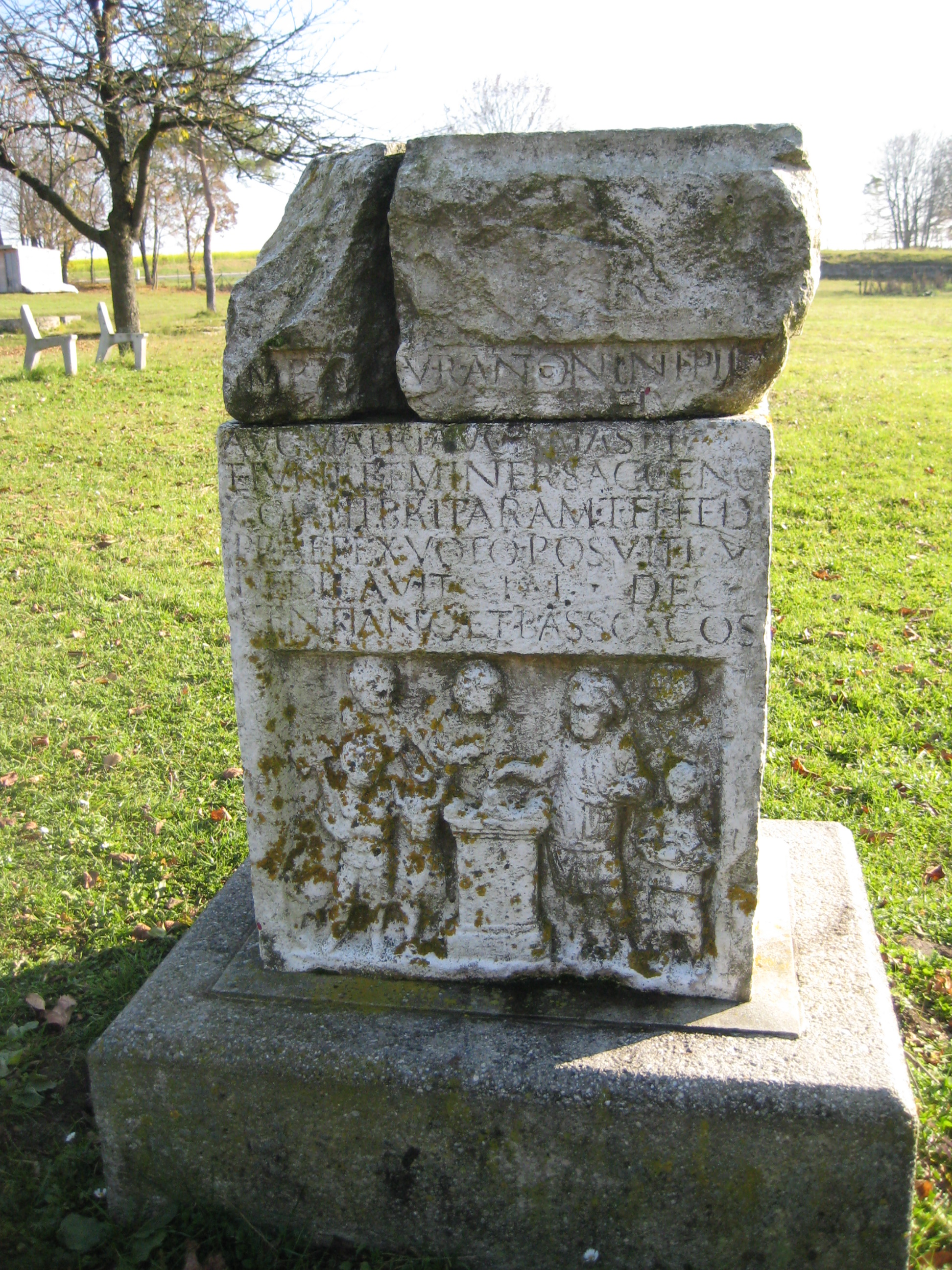
Der Altar mit der Weihinschrift

Titus Flavius Felix war ein im 3. Jahrhundert n. Chr. lebender Angehöriger des römischen Ritterstandes (Eques).
Durch eine Weihinschrift auf einem Altar, der beim Kastell Eining gefunden wurde und der auf den 1. Dezember 211 datiert ist, ist belegt, dass Felix Präfekt der Cohors III Britannorum war, die zu diesem Zeitpunkt in der Provinz Raetia stationiert war.